# 함동희
함동희(?~)는 대한민국의 휠체어 컬링 선수이다.